# Битка код Клечке
Битка код Клечке, позната и као Битка код Духеља или Битка код Лубочета и Грејчецита, била је сукоб који се одиграо између ОВК и југословенских снага крајем августа 1998. године ради контроле над селима Клечка, Духељ и околином. Албански побуњеници су пружили отпор нападима Југословенске војске, али након погибије њиховог највишег команданта Исмета Јашарија, њихов отпор је ослабио, и југословенске снаге су повратиле контролу над Клечком, заједно са Лужницом.

## Позадина
Клечка је била место жестоких борби током рата на Косову. Због рата, путни правац Призрен–Сува Река–Приштина преко Духеља и Црнолјева често је био блокиран, те се користила алтернативна маршрута Призрен–Штрпце–Штимље–Урошевац–Приштина. Пут Пећ–Дечани–Ђаковица је такође био небезбедан због борби. ОВК је извела многе нападе у области Клечке, посебно 23. јула, када су неки милитанти напали јединицу Југословенске војске минобацачима и аутоматским оружјем на путу Штимље–Сува Река. Један тенк ВЈ погођен је 25. јула ручним ракетним бацачем код Духеља, возач је рањен, а купола оштећена. Следећег дана, 26. јула, још један Т-55 је погођен, два члана посаде су убијена, један тешко рањен. Капетан Владан Микићевић је том приликом погинуо. Коришћење тенкова Т-55 било је распрострањено током рата.

## Сукоби око Клечке
Након доласка милитаната ОВК у близину Духеља, Битка за Клечку започела је 22. августа 1998. године. Југословенска војска је 23. августа почела са гранатирањем Штимља, што је нанело тежак ударац ОВК и приморало их да заузму нове положаје. Југословенске снаге су кренуле ка Клечки, где се такође налазио и Генералштаб ОВК, али су их у Лужници дочекале снаге Исмета Јашарија, које су спречиле ВЈ да продре ка Клечки током читавог дана, иако су биле бројчано далеко инфериорније, јер су браниоци ОВК бројали само 170–200 бораца у односу на 2.500–3.000 војника Југословенске војске. Дана 24. августа 1998. године, ВЈ је појачала офанзиву нападима на снаге Исмета Јашарија великокалибарским топовима и ракетама земља–земља, након чега је успела да истисне ОВК из Лужнице и заузме Клечку. Дан касније, 25. августа, Исмет Јашари је покренуо изненадни контранапад у покушају да преузме тела погинулих бораца. Истог дана му је постхумно додељено признање Херој Косова. Након неколико сати борбе прса у прса у Лужници, Исмет Јашари је погинуо у бици, заједно са још 4 или 5 својих сабораца.